# Курмангазы (Западно-Казахстанская область)
Курмангазы (каз. Құрманғазы, до 2022 — Чеботарёво) — село в Байтерекском районе Западно-Казахстанской области Казахстана. Административный центр Курмангазинского сельского округа. Находится примерно в 95 км к северо-востоку от села Перемётное. Код КАТО — 274467100.

## Население
В 1999 году население села составляло 405 человек (194 мужчины и 211 женщин). По данным переписи 2009 года, в селе проживало 390 человек (185 мужчин и 205 женщин).